# Gaspare da Pesaro
Gaspare da Pesaro (documenté à Palerme de 1413 à 1461) est un peintre italien et miniaturiste actif en Sicile.

## Biographie
La date et le lieu de naissance de Gaspare da Pesaro peintre et miniaturiste, dont le nom apparaît pour la première fois dans un acte notarié dressé à Palerme le 13 novembre 1413, sont inconnus. L'appellation « da Pesaro », documentée en Sicile occidentale à partir de 1380 et transmise également à ses fils, ne fait pas référence au lieu de naissance de l'artiste, mais à la lointaine ascendance de la famille depuis les Marches.
À Palerme, son activité est documentée à partir de 1421. Il peint deux bannières d'églises pour Agrigente, quatre saints pour la cathédrale de Monreale et des triptyques pour la Chiesa Santa Maria della Miseriocordia de Termini Imerese et l'église de Gibilrossa.
En 1438, Alphonse V d'Aragon lui confia la mission d'ajouter des miniatures à plusieurs manuscrits.
Le tableau Le Triomphe de la Mort du Palazzo Abatellis à Palerme lui est attribué.
Ses fils Benedetto et Guglielmo da Pesaro (1430-1487) furent également des peintres. Le grand crucifix peint de la cathédrale de Cefalù, un polyptyque avec un Couronnement de Marie et quelques miniatures ont été réalisés par Guglielmo.
Gaspare da Pesaro meurt à Palerme peu avant août 1461, alors que l'inventaire de ses biens est dressé à Palerme à la suite de son récent testament.
Tommaso de Vigilia est probablement un de ses élèves.

## Œuvres
- Triptyque « Vierge et Saint s» (1453) Museo Civico «Baldassaro Romano» ( Termini Imerese).
- Panneau San Marco, Ashmolean Museum of Art and Archaeology (Oxford).
- Fragments de polyptyque, Collezione Raffaele Garofalo ( Milan ).